# Obituario
Un obituario è un registro in cui, in epoca medievale, soprattutto i monasteri, ma anche le chiese, gli ospedali e le confraternite, annotavano i nomi e le date di morte di coloro che si erano contraddistinti per particolari meriti o che erano stati autori di donationes pro anima nei confronti degli stessi enti che redigevano l'obituario.
Un obituario era, per tale motivo, detto anche liber anniversariorum, liber annualium, liber vitae e liber confraternitatum . Un suo sinonimo odierno è necrologio. Quest'ultimo, però, può assumere anche il significato di breve profilo in memoria di un personaggio defunto, mentre il termine obituario non possiede questa accezione, sebbene possa indicare opere moderne che registrano le date di decesso di personaggi storici (senza però darne indicazioni biografiche).
Da notare che, nella lingua inglese, invece, il significato della parola "obituary" non corrisponde a quello di obituario, bensì al necrologio inteso come annuncio funebre o come biografia sintetica di un defunto.
Gli obituari rappresentano fonti storiche di notevole importanza perché, sebbene di solito omettano l'anno, permettono di conoscere giorno e mese di morte di molti personaggi storici.

## Etimologia
Il termine obituario deriva dal latino obitus-us: morte.

## Storia
I nomi di coloro che venivano registrati negli obituari erano quelli di coloro che dovevano essere ricordati ogni anno nella liturgia perché si pregasse per loro nell'anniversario della loro morte. Si trattava quindi di persone che avevano acquistato meriti per aver fatto donazioni in vita, o lasciti testamentari in favore della chiesa (monasteri, parrocchie, capitoli, ospedali, ecc.), o meritevoli di ricordo per la loro devozione o per la santità di vita. Gli obituari erano pertanto tenuti da confraternite o conventi o conservati nelle chiese.
Il più antico obituario conosciuto sembra essere quello dell'abbazia di Saint-Germain des-Prés (IX secolo). Nel complesso gli obituari (in lingua latina: Obituaria) forniscono informazioni scarne, ma molto utili in quanto proprio grazie ad essi spesso è stato possibile ricavare la data di morte di molti personaggi importanti. Dallo studio degli obituari è possibile inoltre ricavare informazioni di tipo statistico. Gli Obituaria contenenti i nomi degli ecclesiastici deceduti a Roma, per esempio, permettono di ricavare dati sulla loro provenienza e sulla proporzione dei religiosi non romani su quelli romani in epoca medievale.